# Aplicación exponencial (teoría de Lie)
En la teoría de grupos de Lie, la aplicación exponencial es una correspondencia establecida por un álgebra de Lie {\displaystyle {\mathfrak {g}}} desde un grupo de Lie {\displaystyle G} sobre sí mismo, que permite reproducir la estructura del álgebra de Lie en el grupo local. La existencia de la aplicación exponencial es una de las razones principales por las que las álgebras de Lie son una herramienta útil para estudiar los grupos de Lie.
La función exponencial ordinaria del análisis matemático es un caso especial de la aplicación exponencial cuando {\displaystyle G} es el grupo multiplicativo de los números positivos (cuyo álgebra de Lie es el grupo aditivo de todos los números reales). La aplicación exponencial sobre un grupo de Lie satisface muchas propiedades análogas a las de la función exponencial ordinaria, aunque también difiere en muchos aspectos importantes.

## Definiciones
Sea {\displaystyle G} un grupo de Lie y {\displaystyle {\mathfrak {g}}} sea su álgebra de Lie (definida como el espacio tangente al elemento neutro de {\displaystyle G}). La aplicación exponencial es una correspondencia
{\displaystyle \exp \colon {\mathfrak {g}}\to G}
que se puede definir de varias maneras diferentes. La definición moderna típica es esta:
Definición: La exponencial de {\displaystyle X\in {\mathfrak {g}}} está dada por {\displaystyle \exp(X)=\gamma (1)} donde
{\displaystyle \gamma \colon \mathbb {R} \to G}
es el grupo uniparamétrico único de {\displaystyle G} cuyo  vector tangente a la identidad es igual a {\displaystyle X}.
De la regla de la cadena se desprende fácilmente que {\displaystyle \exp(tX)=\gamma (t)}. La función {\displaystyle \gamma } puede construirse como la curva integral del campo vectorial invariante por la derecha o por la izquierda asociado con {\displaystyle X}. De que la curva integral existe para todos los parámetros reales se sigue la traslación de la solución a la derecha o la izquierda en el entorno de cero.
Existe una definición más concreta en el caso de un grupo de Lie. La aplicación exponencial coincide con la exponencial de una matriz y viene dada por la expansión de la serie ordinaria:
{\displaystyle \exp(X)=\sum _{k=0}^{\infty }{\frac {X^{k}}{k!}}=I+X+{\frac {1}{2}}X^{2}+{\frac {1}{6}}X^{3}+\cdots },
donde {\displaystyle I} es la matriz identidad. Por lo tanto, en la configuración matricial de los grupos de Lie, la aplicación exponencial es la restricción de la exponencial de matrices al álgebra de Lie {\displaystyle {\mathfrak {g}}} sobre {\displaystyle G}.

### Comparación con la aplicación exponencial de Riemann
Si G es compacto, tiene una métrica Riemanniana invariante a la izquierda y traslaciones a la derecha, y la aplicación exponencial teórica de Lie sobre G coincide con la aplicación exponencial de esta métrica riemanniana.
Para un grupo G en general, no existirá un invariante métrico riemanniano para ambas traslaciones, a la izquierda y a la derecha. Aunque siempre existe una métrica riemanniana invariante en (considérese el caso de las traslaciones a la izquierda), la aplicación exponencial en el sentido de la geometría riemanniana para una métrica invariante a la izquierda, no estará en general de acuerdo con la aplicación exponencial en el sentido del grupo de Lie. Es decir, si G es un grupo de Lie equipado con una métrica invariante a la izquierda pero no a la derecha, las geodésicas a través de la identidad no serán subgrupos de un solo parámetro de G[cita requerida].

### Otras definiciones
Otras definiciones equivalentes de la exponencial sobre un grupo de Lie son las siguientes:
- Es la aplicación exponencial de una conexión afín canónica invariante a la izquierda sobre G, tal que la traslación paralela viene dada por la traslación a la izquierda. Es decir, {\displaystyle \exp(X)=\gamma (1)} donde {\displaystyle \gamma } es la única geodésica con el punto inicial en el elemento identidad y la velocidad inicial X (interpretada como un vector tangente).
- Es la aplicación exponencial de una conexión afín canónica invariante por la derecha en G. Por lo general, esto es diferente de la conexión canónica invariante a la izquierda, pero ambas conexiones tienen las mismas geodésicas (órbitas de subgrupos de 1 parámetro que actúan mediante la multiplicación a la izquierda o a la derecha), así que proporcionan la misma aplicación exponencial.
- La correspondencia grupo de Lie-álgebra de Lie también da una definición: para X en {\displaystyle {\mathfrak {g}}}, {\displaystyle t\mapsto \exp(tX)} es el homomorfismo único del grupo de Lie correspondiente al homomorfismo del álgebra de Lie {\displaystyle t\mapsto tX.} (nota: {\displaystyle \operatorname {Lie} (\mathbb {R} )=\mathbb {R} }.)

## Ejemplos
- La circunferencia goniométrica centrado en 0 en el plano complejo es un grupo de Lie (llamado grupo circular) cuyo espacio tangente en 1 se puede identificar con la línea imaginaria en el plano complejo, {\displaystyle \{it:t\in \mathbb {R} \}.}. La aplicación exponencial para este grupo de Lie está dada por
{\displaystyle it\mapsto \exp(it)=e^{it}=\cos(t)+i\sin(t),\,}

es decir, la misma fórmula que la fórmula de Euler ordinaria.
- En el cuaternión {\displaystyle \mathbb {H} }, el conjunto de cuaterniones de longitud uno forma un grupo de Lie (isomorfo al grupo unitario especial SU(2)) cuyo espacio tangente en 1 puede identificarse con el espacio de cuaterniones puramente imaginarios, {\displaystyle \{it+ju+kv:t,u,v\in \mathbb {R} \}.}. La aplicación exponencial para este grupo de Lie viene dada por
{\displaystyle \mathbf {w} :=(it+ju+kv)\mapsto \exp(it+ju+kv)=\cos(|\mathbf {w} |)1+\sin(|\mathbf {w} |){\frac {\mathbf {w} }{|\mathbf {w} |}}.\,}

Este aplicación lleva la 2 esfera de radio R dentro de los cuaterniones puramente imaginarios a {\displaystyle \{s\in S^{3}\subset \mathbf {H} :\operatorname {Re} (s)=\cos(R)\}}, una 2 esfera de radio {\displaystyle \sin(R)} (véase exponencial de un vector de Pauli). Se puede comparar con el primer ejemplo de arriba.
- Sea V un espacio vectorial real de dimensión finita, considerado como un grupo de Lie bajo la operación de suma de vectores. Luego {\displaystyle \operatorname {Lie} (V)=V} a través de la identificación de V con su espacio tangente en 0, y la aplicación exponencial

{\displaystyle \operatorname {exp} :\operatorname {Lie} (V)=V\to V}
es la aplicación identidad, es decir, {\displaystyle \exp(v)=v}.
- En el plano del número complejo dividido {\displaystyle z=x+y\jmath ,\quad \jmath ^{2}=+1,}, la recta imaginaria {\displaystyle \lbrace \jmath t:t\in \mathbb {R} \rbrace } forma el álgebra de Lie del grupo de la hipérbola unitaria {\displaystyle \lbrace \cosh t+\jmath \ \sinh t:t\in \mathbb {R} \rbrace } ya que la aplicación exponencial está dada por
{\displaystyle \jmath t\mapsto \exp(\jmath t)=\cosh t+\jmath \ \sinh t.}

## Propiedades

### Propiedades elementales de la exponencial
Para todos los {\displaystyle X\in {\mathfrak {g}}}, el aplicación {\displaystyle \gamma (t)=\exp(tX)} es el grupo uniparamétrico único de {\displaystyle G} cuyo vector tangente en la identidad es {\displaystyle X}. Resulta que:
- {\displaystyle \exp((t+s)X)=\exp(tX)\exp(sX)\,}
- {\displaystyle \exp(-X)=\exp(X)^{-1}.\,}

Más generalmente:
- {\displaystyle \exp(X+Y)=\exp(X)\exp(Y),\quad {\text{if }}[X,Y]=0}.

Es importante enfatizar que la identidad precedente no se mantiene en general; la suposición de que {\displaystyle X} y {\displaystyle Y} conmutan es importante.
La imagen de la aplicación exponencial siempre se encuentra en el componente identidad de {\displaystyle G}.

### Exponencial próximo a la identidad
La aplicación exponencial {\displaystyle \exp \colon {\mathfrak {g}}\to G} es una función continuamente diferenciable. Su derivada en cero, {\displaystyle \exp _{*}\colon {\mathfrak {g}}\to {\mathfrak {g}}}, es la aplicación identidad (con las identificaciones habituales).
Se deduce del teorema de la función inversa que la aplicación exponencial, por lo tanto, se restringe a un difeomorfismo desde algún vecindario de 0 en {\displaystyle {\mathfrak {g}}} a un vecindario de 1 en {\displaystyle G}.
Entonces, no es difícil demostrar que si G es conexo, cada elemento g de G es un producto de exponenciales de elementos de {\displaystyle {\mathfrak {g}}}:
{\displaystyle g=\exp(X_{1})\exp(X_{2})\cdots \exp(X_{n}),\quad X_{j}\in {\mathfrak {g}}}.
A nivel general, la aplicación exponencial no es necesariamente suprayectiva. Además, puede no ser un difeomorfismo local en todos los puntos. Por ejemplo, la aplicación exponencial de {\displaystyle {\mathfrak {s}}o}(3) sobre SO(3) no es un difeomorfismo local (véase también lugar de corte sobre este problema, y derivada de la aplicación exponencial para más información).

### Sobreyectividad de la aplicación exponencial
La aplicación exponencial es sobreyectiva en los siguientes casos:
- G es conexo y es compacto,[3]
- G es conexo y nilpotente, y
- {\displaystyle G=GL_{n}(\mathbb {C} )}.[4]

Para los grupos que no cumplan con ninguna de las condiciones anteriores, la aplicación exponencial puede o no ser sobreyectiva.
La imagen de la aplicación exponencial del grupo conexo pero no compacto SL2(R) no es el grupo completo. Su imagen consiste en C-matrices diagonalizables con valores propios positivos o con módulo 1, y matrices no diagonalizables con un valor propio 1 repetido, además de la matriz {\displaystyle -I}. Por lo tanto, la imagen excluye matrices con valores propios reales y negativos, distintas de {\displaystyle -I}.

### Aplicación exponencial y homomorfismos
Sea {\displaystyle \phi \colon G\to H} un homomorfismo del grupo de Lie y sea {\displaystyle \phi _{*}} su derivada en la identidad. Entonces el siguiente diagrama conmuta:
En particular, cuando se aplica a la acción adjunta de un grupo de Lie {\displaystyle G}, desde {\displaystyle \operatorname {Ad} _{*}=\operatorname {ad} }, se tiene la útil identidad
{\displaystyle \mathrm {Ad} _{\exp X}(Y)=\exp(\mathrm {ad} _{X})(Y)=Y+[X,Y]+{\frac {1}{2!}}[X,[X,Y]]+{\frac {1}{3!}}[X,[X,[X,Y]]]+\cdots }.

## Coordenadas logarítmicas
Dado un grupo de Lie {\displaystyle G} con álgebra de Lie {\displaystyle {\mathfrak {g}}}, cada elección de una base {\displaystyle X_{1},\dots ,X_{n}} de {\displaystyle {\mathfrak {g}}} determina un sistema de coordenadas cerca del elemento identidad e para G. Por el teorema de la función inversa, la aplicación exponencial {\displaystyle \operatorname {exp} :N{\overset {\sim }{\to }}U} es un difeomorfismo de algún {\displaystyle N\subset {\mathfrak {g}}\simeq \mathbb {R} ^{n}} vecino del origen sobre {\displaystyle U} vecino de {\displaystyle e\in G}. Su inverso:
{\displaystyle \log :U{\overset {\sim }{\to }}N\subset \mathbb {R} ^{n}}
es entonces un sistema de coordenadas en U. Es denominado por varios nombres, como coordenadas logarítmicas, coordenadas exponenciales o coordenadas normales. En el teorema del subgrupo cerrado figuran ejemplos de cómo se usan en distintas aplicaciones.
Observación: El recubrimiento abierto {\displaystyle \{Ug|g\in G\}} proporciona la estructura de una variedad real-analítica a G, de tal manera que la operación de grupo {\displaystyle (g,h)\mapsto gh^{-1}} es real-analítica.